# La Armuña

La Armuña dans la province de Salamanque.

La Armuña est une comarque du nord de la province de Salamanque dans la communauté autonome de Castille-et-León, en Espagne. Sa capitale est La Vellés.
Elle comprend 30 communes : Aldeanueva de Figueroa, Arcediano, Cabezabellosa de la Calzada, Cabrerizos, Calzada de Valdunciel, Castellanos de Moriscos, Castellanos de Villiquera, El Pedroso de la Armuña, Espino de la Orbada, Forfoleda, Gomecello, La Orbada, La Vellés, Monterrubio de Armuña, Moriscos, Negrilla de Palencia, Pajares de la Laguna, Palencia de Negrilla, Parada de Rubiales, Pedrosillo el Ralo, Pitiegua, San Cristóbal de la Cuesta, Tardáguila, Topas, Torresmenudas, Valdunciel, Valverdón, Villamayor, Villares de la Reina et Villaverde de Guareña.